# Großenwörden
Großenwörden (dolnoniem. Grootwöörn) – miejscowość i gmina w Niemczech, w kraju związkowym Dolna Saksonia, w powiecie Stade, wchodzi w skład gminy zbiorowej Oldendorf-Himmelpforten. Do 31 grudnia 2013 należała do gminy zbiorowej Himmelpforten.